# Zamek w Tucznie

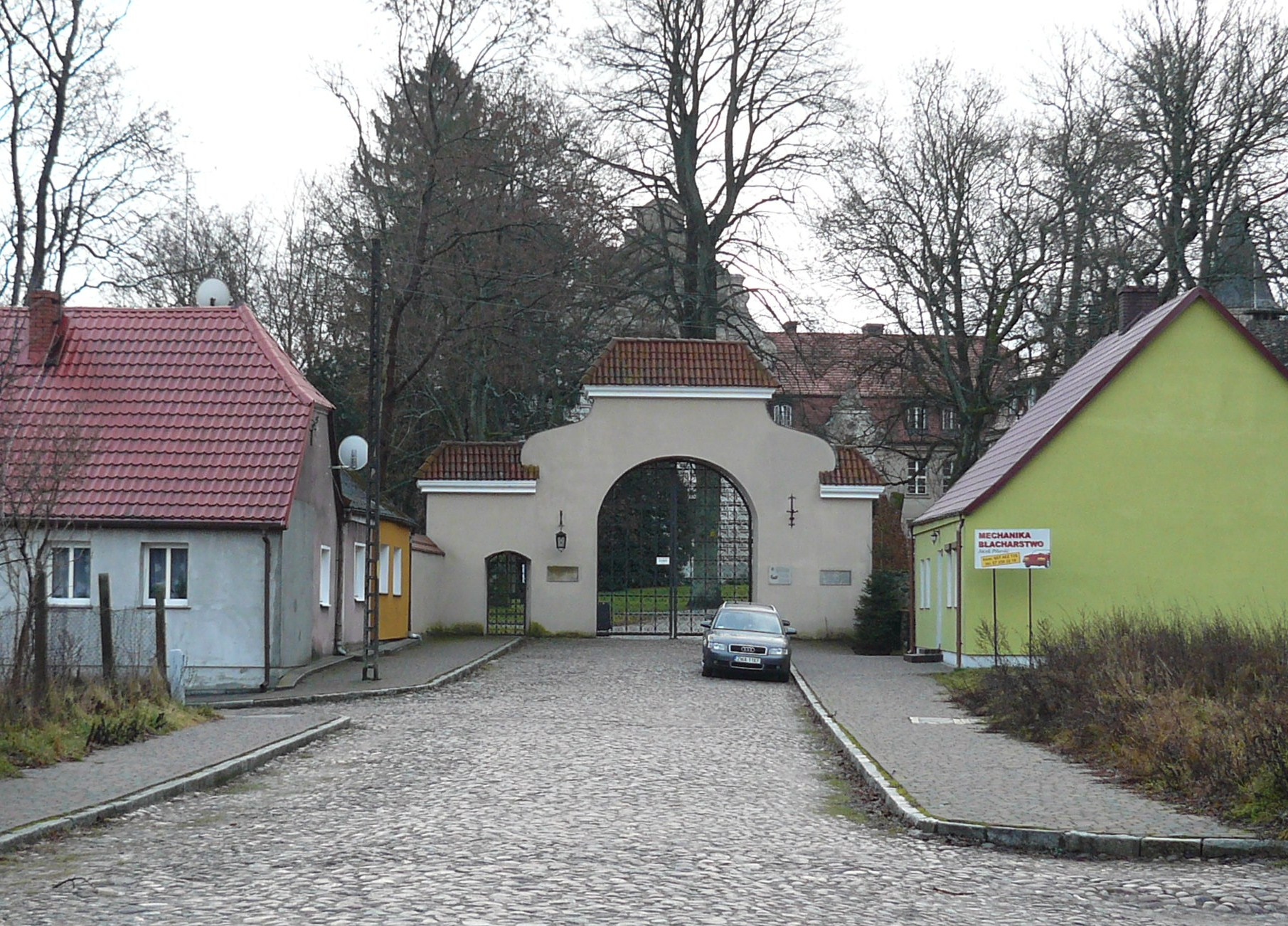
Brama wjazdowa

Zamek w Tucznie – zamek znajdujący się na południowym skraju miasta Tuczno, przy ul. Zamkowej, na stromym wzgórzu położonym na przesmyku między Jeziorem Zamkowym a jeziorem Tuczno.

## Historia
W X i XI wieku istniała tutaj osada rybacka Pomorzan. Po włączeniu tych ziem w obręb Polski przez Bolesława Krzywoustego powstał na jej miejscu gród obronny, na którego terenie około 1130 roku zbudowano prawdopodobnie murowaną siedzibę kasztelana wielkopolskiego (w trakcie badań archeologicznych nie odkryto jednak żadnych fragmentów tej budowli). Gród był z trzech stron otoczony trudno dostępnymi bagnistymi terenami. Strzegł on traktu prowadzącego z Człopy do Mirosławca i Wałcza, przechodzącego na wschód od wzgórza. W 1296 roku został on zdobyty przez Hasso von Wedla, protoplastę rodu Wedlów-Tuczyńskich, właścicieli miasta i zamku w latach 1306-1739. Hasso włączył gród w obręb Brandenburgii.
Budowę murowanego zamku rozpoczęli w 1338 Ludwik i Lamprecht von Wedel. Była to budowla gotycka, zbudowana na planie trapezoidalnym o wymiarach 28 x 35 x 36 x 39 m, z dziedzińcem otoczonym z trzech stron grubym, ceglanym murem obwodowym o wysokości do 7 m oraz częścią mieszkalną od wschodu. W północnym odcinku murów znajdowała się brama wjazdowa. Do budowy zamku użyto cegieł i kamieni. Zamek był ważnym punktem strategicznym z racji położenia na pograniczu Brandenburgii i Ziemi Wałeckiej. O jego potędze świadczy fakt, że cesarz Karol IV wymienił go w 1375 jako jeden z 12 najsilniejszych zamków na wschód od Odry.
W 1365 Wedlowie złożyli hołd lenny królowi Polski. Około 1400 zamek z trzech stron otoczono fosą o szerokości 25 m (jej fragment zachował się od strony południowej). W XV w. zamek kilkakrotnie był oblegany przez Krzyżaków. 18 sierpnia 1409 Wedlowie zdołali obronić fortecę, jednak już 13 września musieli ją poddać. W rękach Krzyżaków zamek pozostał do 1411; ponownie zajęli go 22 czerwca 1436 oraz w 1458, kiedy to zamek został spalony. Ostatecznie Tuczno wróciło do Polski po podpisaniu II Pokoju toruńskiego w 1466.
W latach 1542–1581 z fundacji Stanisława I Wedla-Tuczyńskiego wzniesiono nowy gmach w stylu renesansowym z narożnymi basztami na miejscu głównego budynku mieszkalnego. Założenie nie straciło obronnego charakteru. W latach 1608–1631 kasztelan poznański Krzysztof II Wedel-Tuczyński wybudował dwa nowe skrzydła: południowe i zachodnie. Pierwotna budowla obronna stała się rezydencją pałacową zbudowaną na planie podkowy. Od strony północnej dziedziniec zamkowy otoczony był ceglanym murem kurtynowym. Jeszcze w XVII wieku mur ten zburzono - wówczas zamek ostatecznie utracił cechy obronne.
Po śmierci ostatnich przedstawicieli rodu Wedlów-Tuczyńskich: Andrzeja II (w 1717) i wdowy po nim Marianny (w 1739) zamek przeszedł w ręce kolejno: Mycielskich, Niemojewskich, Ponińskich, Moszczeńskich. Przed 1736 rezydencja znacznie podupadła i stała się ruiną, ale wykorzystywano ją jeszcze w drugiej połowie XVIII w.. W późniejszym okresie doszło do tego, że dziedzice majętności tuczyńskiej rezydowali w pobliskich Marcinkowicach. W 1846 zbudowano nowe skrzydło zachodnie, a pozostałe dwa skrzydła odrestaurowano z niewielkimi zmianami. W 1903 ponownie opuszczoną budowlę na skutek interwencji burmistrza Tuczna oraz architekta okręgowego z Piły częściowo adaptowano na szpital organizacji charytatywnej "Caritas". W latach 1934–1937 na południowym stoku wzgórza zamkowego wzniesiono żelbetowe schrony bojowe wchodzące w skład umocnień Wału Pomorskiego.
W 1945 zamek został częściowo zniszczony wskutek działań wojennych oraz wysadzania schronów. W 1947 częściowo jeszcze użytkowaną budowlę całkowicie zniszczył pożar. Ruiny odgruzowano i zabezpieczono w 1957; w latach 1959-1962 przeprowadzono badania archeologiczne, które odsłoniły fragmenty zamku gotyckiego. W latach 1966–1976 zamek został odbudowany przez PP Pracownie Konserwacji Zabytków w Szczecinie w formach renesansowo-barokowych z początku XVIII w.. Usunięto wiele późniejszych adaptacji i dobudówek. Większość wnętrz, poza skrzydłem wschodnim, otrzymała nową formę. Obecnie w zamku mieści się Dom Pracy Twórczej Stowarzyszenia Architektów Polskich z centrum konferencyjnym, hotelem i restauracją.

## Architektura

### Zamek
Skrzydło wschodnie - stanowi najstarszą część zamku, wzniesioną po 1338. Pierwotnie był to kamienno-ceglany budynek na planie prostokąta o wymiarach 35 x 13 m. Jego narożniki wzmocniono skarpami. Z tego okresu przetrwał do dziś fragment muru o wątku gotyckim oraz piwnice sklepione kolebkowo, wzniesione z cegły gotyckiej w układzie blokowym, usytuowane w części północnej obecnego skrzydła. W latach 1542–1581 budynek ten został rozebrany, a na jego fundamentach i piwnicach wzniesiono późnorenesansowy dwupiętrowy "palazzo" z dwiema okrągłymi basztami w narożach od strony wschodniej. Elewacje ozdobiono obramieniami okiennymi z piaskowca oraz sgraffitem. Pierwotnie budynek być może posiadał attykę, którą prawdopodobnie w latach 1608-1631 zastąpiono dwoma barokowymi szczytami. W 1846 zniszczono dekorację sgraffitową; odtworzono ją na podstawie zachowanych fragmentów w latach 1966-1976. Wtedy też zrekonstruowano gotyckie i renesansowe piwnice oraz renesansowe wnętrza parteru.
Skrzydło południowe – barokowe, powstało w latach 1608-1631. Od początku pełniło funkcję skrzydła reprezentacyjnego, tu też znajdowało się główne wejście. Na początku XVIII w. północna elewacja skrzydła otrzymała ryzalit z ozdobnym portalem.
Skrzydło zachodnie - zostało zbudowane pod koniec XV w. jako nieduży (o wymiarach 8 x 11 m) prostokątny budynek z głębokimi piwnicami, przylegający do murów obronnych. W latach
1608-1631 został on rozebrany, a na jego miejscu powstało nowe barokowe skrzydło. W jego północno-zachodnim narożniku wzniesiono okrągłą basztę. W 1846 skrzydło to zostało zburzone, a na jego fundamentach powstał budynek ozdobiony schodkowym szczytem. Przylegająca do skrzydła baszta otrzymała natomiast dodatkową kondygnację. Podczas odbudowy zamku w latach 1966-1976 skrzydło zachodnie z powrotem otrzymało wygląd z XVII w.

### Otoczenie
Zamek otoczony jest parkiem krajobrazowym o powierzchni 4,5 ha, w obecnej postaci rozplanowanym w drugiej połowie XIX w. Można w nim oglądać stary drzewostan oraz ruiny wysadzonych w powietrze bunkrów. Przy wjeździe na teren zamkowy znajduje się nowy, stylizowany budynek mieszkalno-gospodarczy oraz brama. W przylegającej do wzgórza zamkowego od zachodu dolinie rzeczki Runicy w XVIII w. wzniesiono młyn zamkowy. Młyn, obecnie elektryczny, przetrwał do dziś (istniejący budynek pochodzi z 1887).